# Musa Gariejew
Musa Gajsinowicz Gariejew (ros. Муса́ Гайси́нович Гаре́ев, baszk. Муса Ғaйса улы Гәрәев, ur. 9 czerwca 1922 we wsi Ilakszyde w Baszkirii, zm. 17 września 1987 w Ufie) – radziecki lotnik wojskowy, dwukrotny Bohater Związku Radzieckiego (1945).

## Życiorys
Urodził się w baszkirskiej rodzinie chłopskiej. Do 1940 uczył się w technikum Ludowego Komisariatu Komunikacji Drogowej, 15 grudnia 1940 został powołany do Armii Czerwonej, 1942 ukończył wojskową szkołę lotników. Od 25 września 1942 walczył na froncie, w 1944 został dowódcą eskadry. Uczestniczył w walkach pod Stalingradem, w Donbasie, na Krymie, Białorusi, Litwie, Generalnym Gubernatorstwie i Prusach Wschodnich, do sierpnia 1944 wykonał 164 lotów bojowych. Podczas wojny wykonał łącznie ok. 250 lotów bojowych. 24 czerwca 1945 wziął udział w Paradzie Zwycięstwa na Placu Czerwonym. Po wojnie dowodził pułkiem lotniczym, w 1951 ukończył studia w Akademii Wojskowej im. Frunzego, a w 1959 w Wojskowej Akademii Sztabu Generalnego, w 1964 zakończył służbę wojskową. W latach 1946–1958 był deputowanym do Rady Najwyższej ZSRR od 2 do 4 kadencji, a także deputowanym do Rady Najwyższej Baszkirskiej ASRR od 7 do 9 kadencji. Otrzymał honorowe obywatelstwo Ufy.

## Odznaczenia
- Złota Gwiazda Bohatera Związku Radzieckiego (dwukrotnie – 23 lutego 1945 i 19 kwietnia 1945)
- Order Lenina (1945)
- Order Czerwonego Sztandaru (trzykrotnie – 1943, 1944 i 1944)
- Order Bohdana Chmielnickiego III klasy (1945)
- Order Aleksandra Newskiego (1944)
- Order Wojny Ojczyźnianej I klasy (dwukrotnie – 1945 i 1985)
- Order Czerwonego Sztandaru Pracy (1971)
- Order Czerwonej Gwiazdy (trzykrotnie – 1943, 1955 i 1956)
- Medal za Odwagę (1943)
- Medal Za Zasługi Bojowe (1951)

I inne.